# ميخائيل تايو
ميخائيل تايو (بالإنجليزية: Michael Tayo)‏ هو لاعب كرة قدم نيجيري في مركز الوسط، ولد في 17 أبريل 1987 في نيجيريا. لعب مع Southern Samity ‏.